# Zenkeria stapfii
Zenkeria stapfii là một loài thực vật có hoa trong họ Hòa thảo. Loài này được Henrard miêu tả khoa học đầu tiên năm 1921.